# NGC 6039
NGC 6039 este o interacțiune de galaxii situată în constelația Hercule. A fost descoperită în 27 iunie 1870 de către Édouard Stephan⁠(d). Se află la o distanță de 130,02 de megaparseci de Pământ.